# Carter Family
Carter Family neboli Carterova rodina je nejznámější a nejproslulejší americká hudební rodina, jež působila a doposud i působí v oblasti americké country hudby.

## Historie
Ve své původní podobě sestávala z hlavy rodiny A. P. Cartera, který si roku 1915 vzal za manželku výbornou lidovou muzikantku a zpěvačku Saru. Od roku 1926 tuto manželskou dvojici doplnila další výborná muzikantka švagrová Maybelle, jež hrála na stejné hudební nástroje jako Sara (banjo, kytara, autoharfa) a Sařin soprán doplnila svým znělým altem. Rodina nejprve zpívala a hrála pouze doma, později ale začala vystupovat veřejně na různých místních akcích jako byly školní besídky či kostelní slavnosti. Zlom nastal 1. srpna 1927, kdy se rodina vypravila do městečka Bristol na pomezí států Tennessee a Virginie, kde si místní podnikavec Ralph Peer zřídil jednoduché nahrávací studio původně určené pro lov nových hudebních talentů. Tím začala jejich nahrávací kariéra, jež trvala až do roku 1941 a přežila i fakt rozvodu manželů Carterových v roce 1932. Ve výše uvedené době rodina nahrála asi 250 písní. Jedná se o naprosto unikátní sbírku nahrávek původní autentické lidové hudby amerického venkova z počátku 20. století, hudby, jež stála u kolébky country hudby. V 60. letech, kdy nastal rozmach amerického folkového hnutí nastal i boom těchto starých autentických nahrávek původní lidové hudby – což je samo o sobě doklad toho, že oba žánry mají opravdu společný lidový původ. Maybelle Carter byla koncertně činná ještě v 60. letech, kdy vystupovala společně se svými dcerami, jež se pak staly členkami koncertní skupiny zpěváka Johnnyho Cashe. V roce 1968 se pak Johnny Cash oženil s její dcerou June, s níž měl později syna Johna, který v oblasti country hudby působí dodnes. Původní Carterova rodina z první generace nebyla nikdy nějak extrémně populární tak jako některé jiné pozdější hvězdy tohoto hudebního stylu (např. Jimmie Rodgers, jenž začal nahrávat své písně jen týden po nich ve stejném nahrávacím studiu) přestože patří mezi hlavní zakladatele žánru americké country hudby. Jedná se především o zcela unikátní americkou legendu.

## Nejznámější členové rodiny – countryoví hudebníci

### První generace
- A. P. Carter (1891–1960)
- Sara Carter (1898–1979)
- Maybelle Carter (1909–1978)

### Druhá generace, dcery Maybelle Carter
- Helen Carter (1927–1998)
- Anita Carter (1933–1999)
- June Carter Cash (1929–2003)

### Třetí generace, děti June Carter Cash
- Carlene Carter (* 1955) (otec Carl Smith)
- John Carter Cash (* 1970) (otec Johnny Cash)
- Rosie Nix Adams (1958–2003)